# Церква Воскресіння Христового (Туніс)
Російська православна церква в Тунісі (фр. l'église orthodoxe russe de Tunis, араб. الكنيسة الأرثوذكسية الروسية بتونس), також Церква Воскресіння Христового (фр. l'église de la Résurrection, рос. Церковь Воскресения Христова) — православна церква у Тунісі.
Церква розташована на авеню Mohammed V. Це одна з трьох православних церков у країні.
Збудована на пожертвування російських моряків та їхніх родин, які прибули в Туніс у 1920 році на 33 кораблях останньої ескадри Російського імператорського чорноморського флоту. Перший камінь було закладено у жовтні 1953 року. Церква збудована російським архітектором Михайлом Козьміним (1901-1999), 10 червня 1956 її освятив преосвященний Іоанн, архієпископ Шанхайський.
Спочатку православна російська парафія у Тунісі перебувала під опікою Руської Православної (Карловацької) Церкви з центром у США. Після звернення парафіян до Святійшого Патріарха Пимона, у 1992 році російську православну громаду в Тунісі було прийнято під юрисдикцію Московського Патріархату.
Часом церква зазнає глуму зі сторони мусульман Тунісу.